# Színes zaj

Szines zajok

Az olyan zajokat, melyek frekvenciája határozottan nem állandó értékű, de gyakorlatilag jól meghatározható frekvenciasávba esik, színes zajoknak nevezik. A fehérzajtól eltérően néhány színes zajspektrumnak nincs általánosan elfogadott meghatározása.
A szines zajokat a fehér zajból is származtathatjuk. Ha egy szűrőáramkör bemenetére fehérzajt kapcsolunk, akkor a szűrő kimenetén szines zaj fog megjelenni.

## A zajszínkép értelmezése
A zajszínkép meghatározása a látható fény spektruma alapján történik. Egy áramkör működési frekvenciatartományára (értelmezési tartomány) ráillesztjük a látható fény spektrumának színeit.
Például egy erősítő (vagy egyéb) áramkör zaját úgy határozhatjuk meg, hogy rövidre zárt bemenet mellett elemezzük az erősítő kimenetén megjelenő jelet oly módon, hogy spektrumanalízist végzünk az erősítő működési frekvenciatartományában. Ha az így kapott görbe szerint összekeverjük az értelmezési tartományban lévő színeket, akkor megkapjuk a zaj színét. Ezzel a módszerrel nemcsak magát az áramkört analizálhatjuk, hanem bármilyen folyamatot, amit át tudunk alakítani elektromos jellé.
Hangfrekvenciás jelet az alábbi ábra szerint feleltethetjük meg:
Nemcsak hangfrekvenciára, hanem analóg képjelre (50 Hz - 5 MHz) , vagy rádiófrekvenciás tartományra is rá lehet illeszteni a látható fény színspektrumát, és a zajszínképet ennek alapján lehet meghatározni.

## A zajszín és a színhőmérséklet összefüggése

A feketetest-sugárzás színhőmérsékletei

Egy izzószál vagy egy csillag által kibocsájtott sugárzás (fény) sztochasztikus folyamatokra vezethető vissza. Minél nagyobb egy test hőmérséklete, a sugárzás nagyobb frekvenciás összetevői növekszenek, a kisebb frekvenciás összetevői pedig csökkennek.

Színhőmérséklet

A zajszín színhőmérsékletének csak a természetes forrásból származó zajok esetén van jelentősége. A természetes forrásból származó zajok színskálája hasonlóságot mutat a színhőmérsékleti skálával, de a zajt kibocsájtó test valós hőmérsékletével nincs összefüggésben.

## Fehérzaj
A fehérzaj olyan, hangtechnikában használatos véletlenszerű zaj, amire igaz az, hogy a teljes vizsgált frekvenciatartományban (emberi hangérzékelés esetén 20 Hz – 20 kHz) a hangnyomásszintje állandó.
A fehérzajból
- szűrőáramkörök segítségével
- fourier transzformációval

bármilyen frekvenciamenetű színes zaj előállítható.

## Szürke zaj

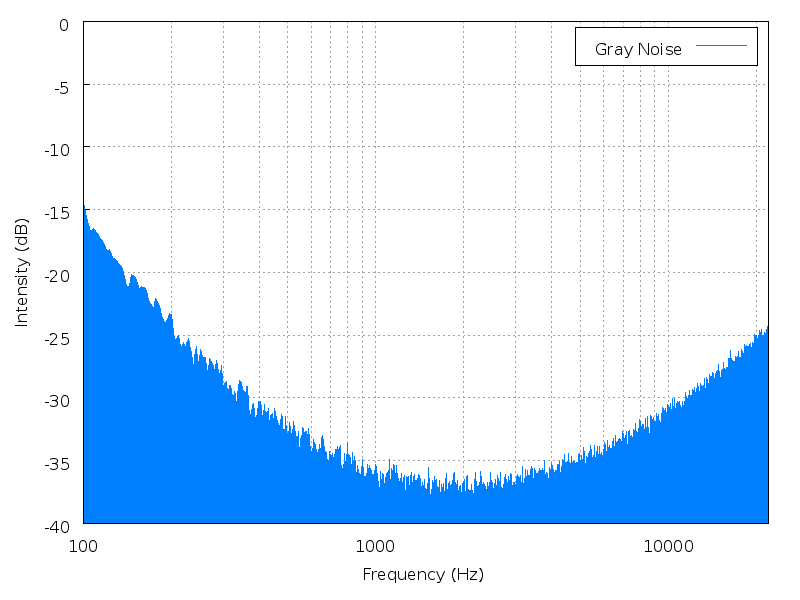
A szürke zaj spektruma

A szürke zaj esetén egy jól meghatározott, szűk frekvenciatartományban folytonos hangnyomásszint van, míg az összes többi frekvencián nem mérhető hangnyomásszint.

## Rózsaszín zaj

Rózsaszín zaj spektruma

Rózsaszín zajnak nevezik az olyan zajt, melynek hangnyomásszintje a frekvenciával arányosan esik.

A rózsaszín zaj a hangtechnikában egyértelmű jelentéssel bír: véletlenszerű zaj, amelynek a teljes vizsgált frekvenciatartományban (jellemzően 20 Hz – 20 kHz) a hangnyomásszintje oktávonként 3 dB-lel csökken. Többek közt többutas, aktív hangrendszer beállítására használják.

## Vörös zaj

Vörös zaj spektruma

Oktávonként  6 dB-lel csökken a zajteljesítmény (dekádonként 20 dB). A vörös zaj, más néven Brown-zaj, egy olyan zaj, melyet véletlenszerű mozgás produkál, mint például a Brown-mozgás, ezért szokták még véletlenszerű mozgás zajának is hívni.

## Kék zaj

Kék zaj spektruma

A kék zaj teljesítménysűrűsége {\displaystyle 10\log _{10}2=3,01} dB-lel növekszik oktávonként a frekvencia növekedésével (f-vel arányos sűrűség).

## Lila zaj

Lila zaj spektruma

A lila zaj teljesítménysűrűsége oktávonként 6,02 dB-lel nő a frekvencia növekedésével, vagyis a spektrális sűrűsége arányos a frekvencia négyzetével.

## Összefoglalás
| Zajszín       | Oktávonkénti spektrális sűrűség változás (dB/oktáv) | Megfeleltethető Szín | spektrális sűrűséggel arányos frekvenciamenet |
| ------------- | --------------------------------------------------- | -------------------- | --------------------------------------------- |
| Vörös zaj     | -6,02                                               | #CC3311              | 1/f2                                          |
| Rózsaszín zaj | -3,01                                               | #CC9999              | 1/f                                           |
| Fehér zaj     | 0                                                   | #CCCCCC              | konstans                                      |
| Kék zaj       | 3,01                                                | #3366CC              | f                                             |
| Lila zaj      | 6,02                                                | #9911CC              | f2                                            |